# Erzbischof von Wales

Wappen der Church in Wales

Der Erzbischof von Wales ist seit 1920 der Primas der anglikanischen Church in Wales. Von 2021 bis 2025 war dies Andrew Thomas Griffith John (Bischof von Bangor).

## Geschichte
Als im Zuge der Reformation infolge der Suprematsakte in England eine anglikanische Staatskirche geschaffen wurde, wurde diese auch in Wales etabliert, da Wales seit der englischen Eroberung im 13. Jahrhundert zum Königreich England gehörte. Bis 1920 unterstanden die walisischen Diözesen dem Primas von Canterbury.
Mit dem Welsh Church Act von 1914 kam es dann 1920 zur Trennung. Der Erzbischof von Wales ist seitdem als Primus inter pares Primas der anglikanischen Kirche in Wales. Anders als in der Church of England ist dieses Amt nicht an einen bestimmten Bischofssitz gebunden, der Erzbischof wird vielmehr aus dem Kreis der walisischen Bischöfe durch ein electoral college gewählt.
Alfred George Edwards, Bischof von St Asaph, wurde am 1. Juni 1920 in der Kathedrale von St Asaph als erster Erzbischof von Wales inthronisiert. Seit 2021 trägt Andy John, Bischof von Bangor, den Titel des Erzbischofs von Wales.

## Leitungsstruktur der Church in Wales
Mit den übrigen Bischöfen bildet der Erzbischof von Wales das Bischofskollegium, die Bench of Bishops.
Die Bischöfe gehören gemeinsam mit 51 Vertretern des übrigen Klerus und 81 Vertretern der Laien zum Governing Body, d. h. zur Synode, als höchster kirchenleitender Instanz.

## Liste der Erzbischöfe
- 1920–1934 Alfred George Edwards (Bischof von St Asaph)
- 1934–1944 Charles Alfred Howell Green (Bischof von Bangor)
- 1944–1949 David Lewis Prosser (Bischof von St David’s)
- 1949–1957 John Morgan (Bischof von Llandaff)
- 1957–1967 Edwin Morris (Bischof von Monmouth)
- 1968–1971 William Glyn Hughes Simon (Bischof von Llandaff)
- 1971–1982 Gwilym Owen Williams (Bischof von Bangor)
- 1983–1986 Derrick Greenslade Childs (Bischof von Monmouth)
- 1987–1991 George Noakes (Bischof von St David’s)
- 1991–1999 Alwyn Rice Jones (Bischof von St Asaph)
- 1999–2002 Rowan Williams (Bischof von Monmouth) (danach Erzbischof von Canterbury in der Church of England)
- 2003–2017 Barry Morgan (Bischof von Llandaff)
- 2017–2021 John Davies (Bischof von Swansea und Brecon)
- 2021–2025 Andrew Thomas Griffith John (Bischof von Bangor)[2][3]